# DR-Baureihe 01.10
Die Dampflokomotiven der Baureihe 01.10 waren von der Deutschen Reichsbahn im Rahmen des Einheitsdampflokomotiv-Programms beschaffte Schnellzuglokomotiven und eine Weiterentwicklung der Baureihe 01.

## Geschichte
Die Deutsche Reichsbahn benötigte für ihr Schnell- und Fernschnellzug-Netz leistungsstarke Dampflokomotiven mit einer Höchstgeschwindigkeit von 150 km/h. Es sollten Züge von 550 Tonnen in der Ebene mit 120 km/h sowie Züge von 425 Tonnen auf einer Steigung von 4 ‰ noch mit 100 km/h befördert werden.
Die bereits vorhandenen Lokomotiven der Baureihen 01 und 03 waren zwar nur für 120 bzw. 130 km/h zugelassen, konstruktiv jedoch bereits auf eine Höchstgeschwindigkeit von 140 km/h ausgelegt. Die starken Zuckbewegungen durch das Zweizylindertriebwerk dieser Baureihen ließen die höhere Geschwindigkeit jedoch nicht zu. Auch im Hinblick auf bessere Anfahreigenschaften entschied man sich zur Beschaffung von Maschinen mit laufruhigeren Dreizylindertriebwerken, dies ebenfalls wieder mit einfacher Dampfdehnung.
Zur Verringerung des Fahrwiderstandes wurden die Fahrzeuge mit einer bis 400 mm über Schienenoberkante heruntergezogenen Stromlinienverkleidung ausgerüstet. Durch diese konnte, wie Versuche mit der Baureihe 03 zeigten, die Zugleistung bei Geschwindigkeiten von 140 km/h um 48 % gesteigert werden. Diese Mehrleistung bei höheren Geschwindigkeiten wurde bei der Baureihe 01.10 allerdings teilweise wieder durch die schlechtere Dampfversorgung des Dreizylindertriebwerkes im Vergleich zum Zweizylindertriebwerk aufgezehrt.
Bei einem berechneten Bedarf von 400 Lokomotiven wurden 1939 zunächst 204 Stück bei allen großen Lokomotivfabriken in Deutschland bestellt. Kriegsbedingt wurden jedoch nur 55 Lokomotiven ausgeliefert. Alle Maschinen stammten von Schwartzkopff.
Folgende Bahnbetriebswerke erhielten Lokomotiven der Baureihe 01.10:
- Leipzig Hbf West,
- Berlin Anhalter Bahnhof,
- Halle (Saale) Hbf,
- Hamburg-Altona,
- Hannover-Ost,
- Bebra,
- Erfurt P,
- Dresden-Altstadt,
- Frankfurt (Oder) Pbf,
- Würzburg,
- München sowie
- das Versuchsamt Grunewald.

Im Krieg wurde ein Teil der Lokomotiven nach Breslau und Kattowitz abgegeben.
1944 wurden alle Lokomotiven wegen der Kriegsereignisse nach Westdeutschland verlegt.
Nach dem Zweiten Weltkrieg befanden sich die Maschinen in einem desolaten Zustand. Vielfach fehlten Teile der Stromlinienverkleidung und die Kessel aus der als Kesselbaustoff nicht alterungsbeständigen Stahlsorte St 47 K zeigten erste Ermüdungserscheinungen. Am 20. Juni 1945 wurde die Ausmusterung über die gesamte Baureihe verfügt. Die Lokomotiven waren bis zu diesem Zeitpunkt jeweils weniger als 500.000 Kilometer gefahren. Aufgrund des herrschenden Lokomotivmangels nach dem Krieg griff man im Weiteren doch wieder auf die Baureihe zurück, einige Maschinen mit kleineren Schäden wurden vorläufig instand gesetzt.
Der Großteil der Lokomotiven blieb jedoch bis 1949 abgestellt. Im selben Jahr entschloss man sich, sämtliche Lokomotiven, bis auf eine (01 1067), die endgültig ausgemustert blieb, einer Aufarbeitung zu unterziehen. Im Rahmen dieser Aufarbeitung wurde die Stromlinienverkleidung von Lokomotive und Schlepptender vollständig entfernt und es wurden Windleitbleche der sogenannten Bauart Witte montiert. Die Frontansicht der Lokomotiven bot danach eine für deutsche Lokomotiven ungewöhnliche Ansicht, da der klobig wirkende Oberflächenvorwärmer an seiner alten Stelle quer vor dem Schornstein sitzend verblieb sowie deshalb die Rauchkammertür oberhalb der Mitte gerade abgeschnitten war. Lediglich zwei Maschinen waren mit der sonst üblichen runden Rauchkammertür versehen worden.
Weiterhin ungelöst blieb das Problem der Kessel aus St 47 K, bei dem Schäden durch Ermüdungen und als Folge von Schweißungen auftraten. Da man im Betrieb auf die Maschinen nun nicht mehr verzichten konnte, entschloss man sich 1953, neue geschweißte Hochleistungskessel mit Verbrennungskammer in Auftrag zu geben. Diese wurden zwischen 1953 und 1956 bei Henschel in Kassel beschafft und im Ausbesserungswerk Braunschweig zusammen mit einer Mischvorwärmeranlage nach Bauart Heinl eingebaut. Die Verdampfungsleistung der über einen größeren Anteil an Strahlungsheizfläche verfügenden Neubaukessel war trotz geringerer Rost- und Gesamt-Verdampfungsheizfläche um rund 10 % höher als bei den Altbaukesseln. Bei den Maschinen mit Ölfeuerung waren Dampfverbräuche bis hinunter zu 5,8 kg/PSih möglich.
1956 erhielt die 01 1100 zusammen mit dem neuen Kessel versuchsweise eine Ölhauptfeuerung. Mit dieser konnte die Leistung der Lok nennenswert erhöht werden, außerdem konnte die Ölfeuerung elastischer geregelt und damit den Betriebsverhältnissen besser angepasst werden. Die Maschinen waren daher wirtschaftlicher als kohlegefeuerte Dampfloks. Die Arbeit des Heizers wurde durch das Wegfallen des Kohleschaufelns erleichtert; die Brennstoffzufuhr wurde nun durch einen Schieber reguliert. Der Heizer konnte überdies den Lokführer nun besser bei der Streckenbeobachtung unterstützen.
Verfeuert wurde das seinerzeit als Abfallprodukt vorhandene Schweröl (Bunker-C). Aufgrund der positiven Erfahrungen entschloss man sich 1957, weitere 33 Lokomotiven dieser Baureihe auf Ölfeuerung umzubauen.
1968 erhielten die kohlegefeuerten Lokomotiven bei der Umstellung auf das EDV-konforme Nummernsystem die Baureihenbezeichnung 011, die ölgefeuerten die 012.
Die Lokomotiven wurden bis zur Elektrifizierung auf allen wichtigen Hauptstrecken eingesetzt, beispielsweise auf den Relationen Hamburg – Bebra – Würzburg oder Hamburg – Osnabrück – Hamm und Hamm – Kassel – Marburg – Gießen – Frankfurt am Main.
Zuletzt wurden sie auf den Strecken Hamburg – Westerland und Rheine – Norddeich eingesetzt.
Am 31. Mai 1975 wurden die letzten Maschinen der Baureihe, die teilweise Monatsleistungen von über 25.000 Kilometern und Gesamtkilometerleistungen von deutlich über 3,5 Millionen Kilometern erbracht haben, vom Bw Rheine letztmals planmäßig eingesetzt und anschließend unter Anteilnahme von Eisenbahnfreunden ausgemustert.

## Konstruktive Ausführung und Leistungsvermögen
Die Lokomotiven der Baureihe 01.10 erhielten wie die Baureihe 01 einen Barrenrahmen mit 100 Millimetern Wangenstärke, im Bereich des Schleppradsatzes auf 40 Millimeter reduziert.
Entsprechend der Baureihe 01 wurden das führende Drehgestell um 70 Millimeter seitlich verschiebbar ausgeführt, die Kuppelradsätze fest im Rahmen gelagert, wobei allerdings die Spurkränze des zweiten Kuppelradsatzes um 15 Millimeter verringert und der nachlaufende Laufradsatz als Adamsachse mit 80 Millimeter seitlicher Verschiebbarkeit ausgeführt wurden.
Beim Dreizylinder-Heißdampf-Triebwerk mit einfacher Dampfdehnung wurde ein Zweiachsantrieb ausgeführt. Die beiden äußeren Zylinder wirken auf den zweiten Kuppelradsatz, der zu diesen vorversetzte und schräg angeordnete mittlere Zylinder auf die Kropfwelle des ersten Kuppelradsatzes. Alle Zylinder erhielten eine gesonderte Heusinger-Steuerung.
In der Ursprungsausführung kamen Druckausgleichskolbenschieber Bauart Nicolai zur Anwendung, bei der Deutschen Bundesbahn erfolgte eine Umrüstung auf solche der Bauart Müller. Die DB rüstete die Maschinen mit rollen- statt gleitgelagerten Treib- und Kuppelstangen aus.
Die Ursprungskessel waren, wie oben erwähnt, aus St 47 K in Nietkonstruktion, mit geschweißter Feuerbüchse aus IZ-II-Stahl, gefertigt. Als Speiseeinrichtungen sah man eine Dampfstrahlpumpe und eine Verbundspeisepumpe mit Oberflächenvorwärmer vor.
Die in den 1950er Jahren eingebauten und vollständig geschweißten Hochleistungskessel mit Verbrennungskammer wurden aus St 34, der Stehkessel und die Langkesselwände aus der Stahlsorte H I A und die Feuerbüchse aus der Stahlsorte IZ II gefertigt. Zur Kesselspeisung wurden eine nichtsaugende Dampfstrahlpumpe und eine Kolbenspeisepumpe mit Mischvorwärmer Bauart Heinl montiert. Anders als bei den DB-Neubaulokomotiven kam bei den neu bekesselten 01.10 wieder ein Nassdampfregler der Bauart Wagner zum Einbau.
Die Lokomotiven der Baureihe 01.10 konnten eine Wagenzugmasse von rund 1.000 Tonnen in der Ebene mit 100 km/h und auf einer Steigung von sieben Promille noch mit 30 km/h befördern. Ein 440 Tonnen schwerer Zug konnte noch auf einer Steigung von vier Promille mit 100 km/h gefahren werden, auf ebenen Strecken waren 660 Tonnen mit 120 km/h möglich.

## Verbleib
Bedingt durch die späte Ausmusterung blieben einige Lokomotiven erhalten:
- 01 1056 befindet sich als Leihgabe des DB Museums Nürnberg im Eisenbahnmuseum Darmstadt-Kranichstein.
- 01 1061 befindet sich seit 1975 im Deutschen Dampflokomotiv-Museum in Neuenmarkt.
- 01 1063 des DB Museums Nürnberg steht seit 1977 als Denkmallokomotive auf dem Vorplatz des Braunschweiger Hauptbahnhofs.
- 01 1066 gehört den Ulmer Eisenbahnfreunden. Sie wurde von deren Sektion Historischer Dampfschnellzug (HDS) betreut und gefahren. Untergestellt ist sie außerhalb ihrer Betriebszeiten im Süddeutschen Eisenbahnmuseum Heilbronn (SEH). Die Lokomotive ist wegen Fristablauf nicht betriebsfähig. Eine baldige Rückkehr in den aktiven Museumsbahnreisezugverkehr ist nach einer ersten Befundung von Materialschäden der verschlissenen Baugruppen offen.
- 01 1075 befindet sich betriebsfähig bei der Stoom Stichting Nederland in Rotterdam, Niederlande, mit Zulassung auf dem Netz der DB AG und der NL Eisenbahn. Sie wird vor historischen Sonderzügen in den Niederlanden und Deutschland eingesetzt.
- 01 1081 wird im Bahnpark Augsburg als Museumsexponat aufgearbeitet.
- 01 1082 steht im Deutschen Technikmuseum Berlin.
- 01 1100 Stiftung Deutsche Bahn AG, Verkehrsmuseum Nürnberg, Ast. Koblenz-Lützel; die Lokomotive wurde im Oktober 2018 in die Außenstelle des VM Nürnberg in Koblenz umbeheimatet und kann zukünftig wieder öffentlich zugänglich besichtigt werden, nachdem sie jahrelang in einem Lokschuppen in Oberhausen abgestellt war. Durch die Insolvenz des bis dato die Maschine betreuenden Oberhausener Vereins war eine finanziell aufwändige Wiederinbetriebnahme letztendlich gescheitert. Eine Wiederinbetriebnahme ist trotz sehr gutem Zustand der Maschine mangels gültiger Fahrzeugzulassungsurkunden auf Grund von Änderungen der Rechtsvorschriften, die während des Kesselneubaus entstanden waren, und rückwirkend durch das EBA als Aufsichtsbehörde aus Sicherheitsgründen umgesetzt werden mussten, nicht mehr ohne weiteres möglich. Für die Wiederinbetriebnahme des Kessels müssen neue kostenintensive Zertifikate durch Sachverständige erstellt werden, die weitere kostenintensive Umbauten beinhalten würden.
- 01 1102 ist im Besitz der Stiftung der Familie Klings. Die Lokomotive wurde nach 23 Jahren als Denkmal in Bebra ab 1995 vom Dampflokwerk Meiningen wieder vollständig betriebsfähig aufgearbeitet und am 6. März 1996 in Dienst gestellt. Sie erhielt dabei eine der Ursprungsausführung von 1939 weitgehend nachgebaute Stromlinienverkleidung, die nach den Originalbauplänen des Reichsbahnarchivs (offene Triebwerksversion mit Abänderung 3/1941) rekonstruiert werden konnte. Abweichend von der ursprünglichen schwarz-roten Farbgebung wurde 01 1102 stahlblau-rot lackiert. Derzeit ist die Lok nach einem fremdverschuldeten Unfall im Dezember 2004 nicht betriebsfähig. Bis zum Beginn der geplanten Wiederaufarbeitung durch eine tschechische Eisenbahnwerkstätte in České Velenice war 01 1102 im SEH-Museum Heilbronn hinterstellt. Allerdings konnte in der tschechischen Eisenbahnwerkstatt die schon teilweise begonnene Wiederaufarbeitung nicht durchgeführt werden, da die Werkstätte Insolvenz anmelden musste. Nach einer langen Standzeit in České Velenice wurde 01 1102 im November 2021, zunächst vorübergehend, in das Traditionsbetriebswerk Staßfurt gebracht, um im Anschluss in der Bahnwerkstatt Mansfeld (MaLoWa) die Wiederaufarbeitung durchzuführen, sobald ein Platz frei sei.[15] Bislang wartet 01 1102 immer noch auf einen freien Platz. Die Finanzierung der Aufarbeitung ist laut Eigentümer gesichert. Eingestellt ist 01 1102 beim EVU Transeurop Eisenbahn AG, die Betriebsfähigkeit wird wieder angestrebt.[16]
- 01 1104 war von 1975 bis 1996 in Steamtown Carnforth, England, ausgestellt. Danach wurde sie in das Bayerische Eisenbahnmuseum Nördlingen überführt, später gelangte sie zum SEH. Ab 2010 betrieb der Verein Faszination Dampf e. V. in Kooperation mit der Eisenbahnstiftung Joachim Schmidt am Standort Crailsheim die betriebsfähige Aufarbeitung. Nach der erfolgreichen Überführung vom BW Crailsheim nach Krefeld im Sommer 2015 befand sich 01 1104 bei den Eisenbahnwerkstätten GmbH zur finalen Fertigstellung der vom Eisenbahn-Bundesamt vorgeschriebenen Hauptuntersuchung. Die Wiederinbetriebnahme auf dem Schienennetz der Deutschen Bahn AG war ursprünglich für September 2018 angestrebt worden. Sie musste aber im Juni 2018 wegen unerwartet hohen Instandsetzungsmehraufwands des Tenders sowie weiterer Nachbeschaffungen von Neuanfertigungen als zu verschlissen für einen dauerhaften wirtschaftlichen Weiterbetrieb anzusehender betriebsnotwendiger Baugruppen in das Jahr 2020 verschoben werden. Die erforderliche sogenannte kalte Kesseldruckprobe zur Zulassung des Lokomotivkessels wurde im Laufe des Jahres 2018 erfolgreich absolviert.[17] Nach mehrfacher Verschiebung der Wiederinbetriebnahme konnte 01 1104 am 8. Juni 2023 wieder in Betrieb genommen werden, sie absolvierte am 10. Juni 2023 ihre erste Sonderfahrt von Mönchengladbach nach Herzogenrath. Eigentlich sollte die Fahrt weiter nach Aachen führen, jedoch musste die Fahrt durch wiederholte Streckensperrungen aufgrund Schaulustiger an der Strecke abgebrochen werden.[18]

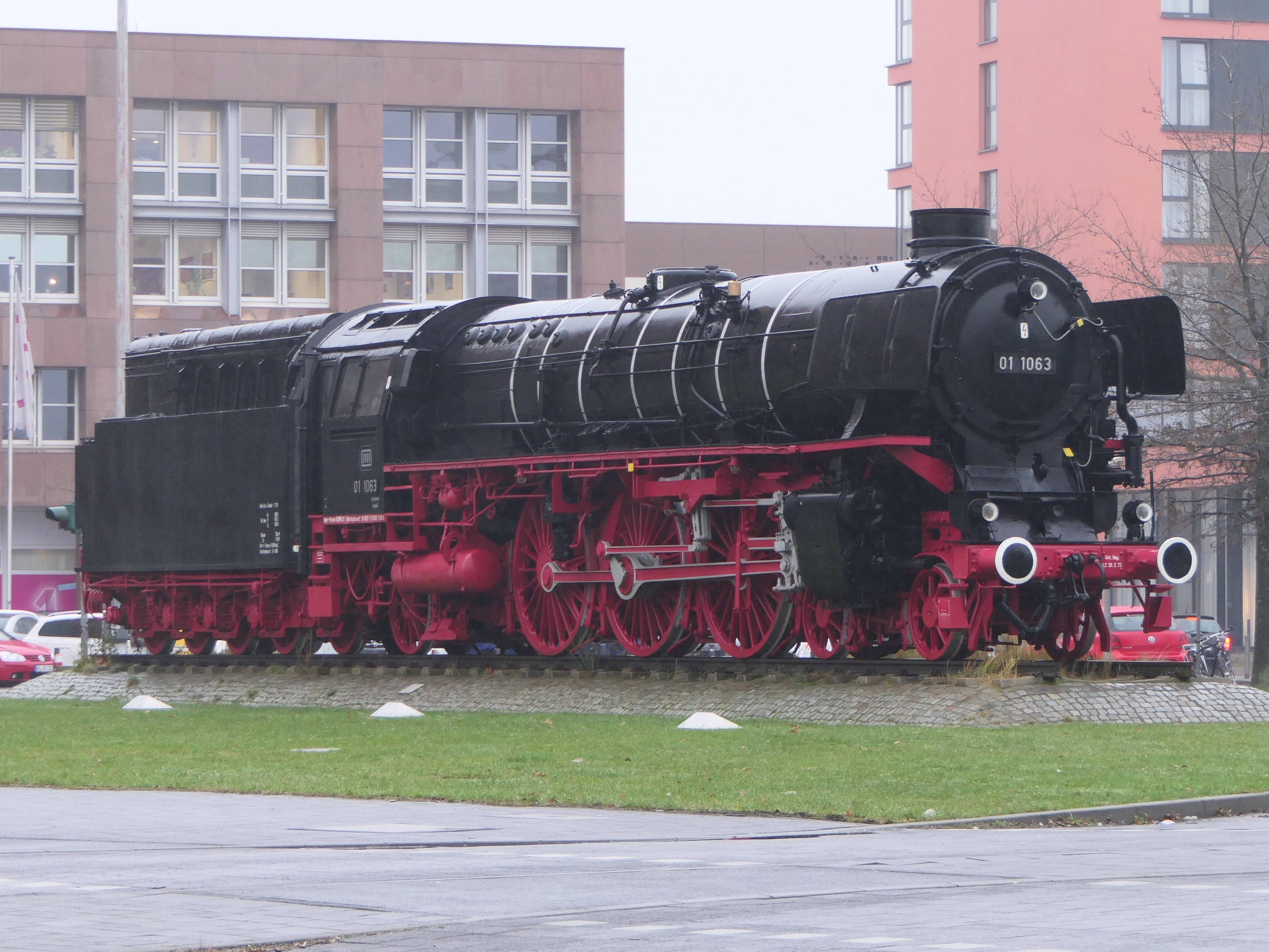
01 1063, ausgestellt am Braunschweiger Hauptbahnhof
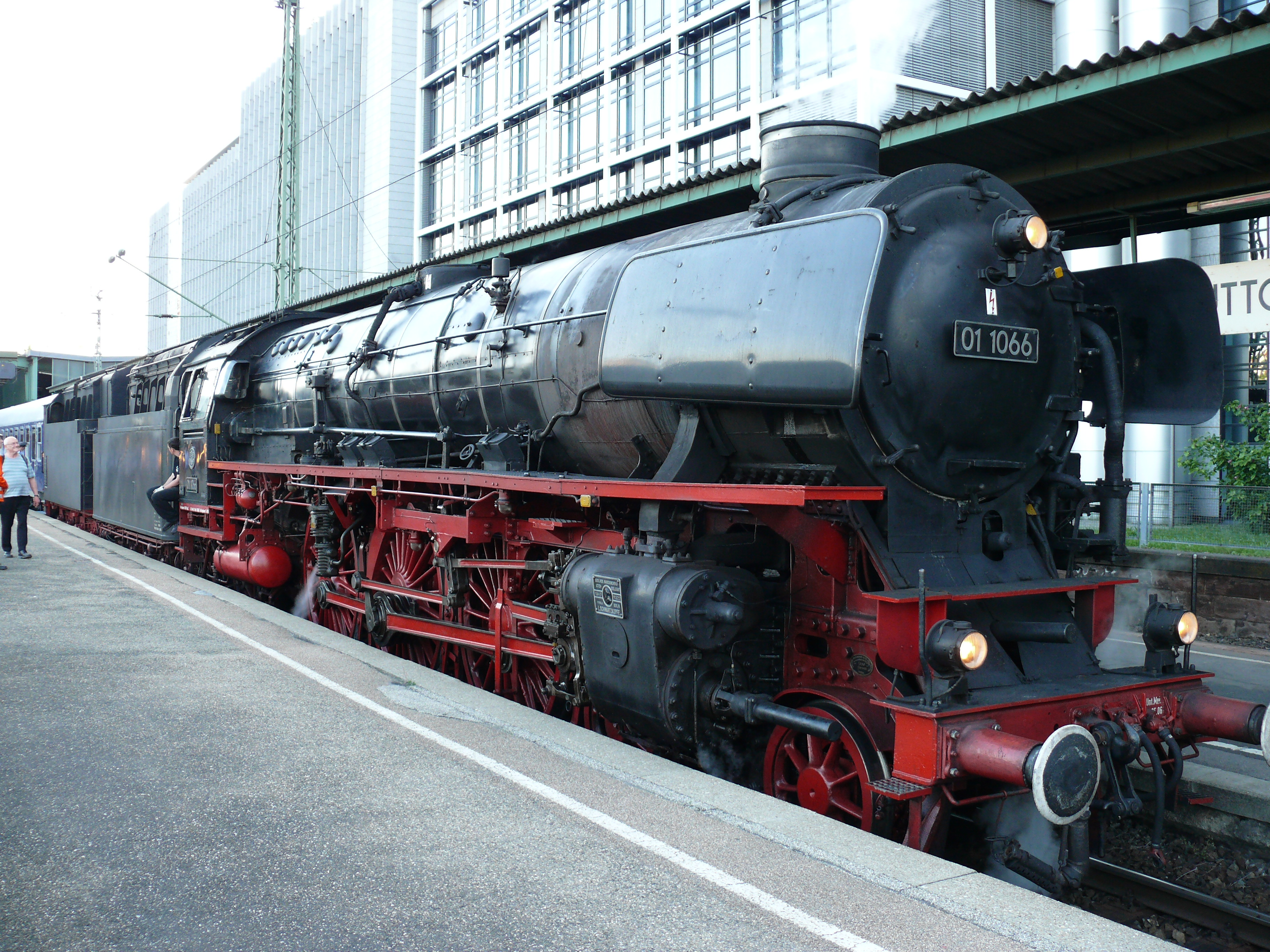
01 1066 am Stuttgarter Hauptbahnhof
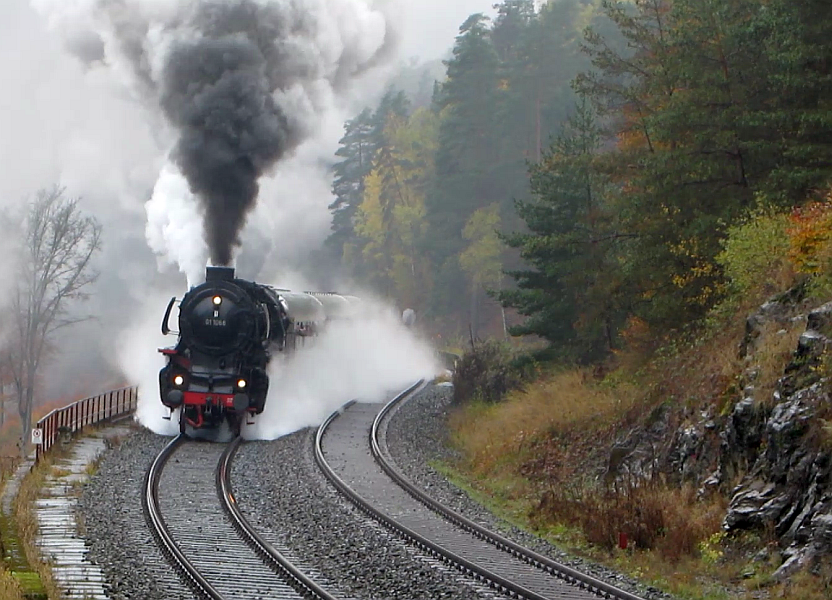
01 1066 auf der Schiefen Ebene
Lok 01 1102 mit Stromlinienverkleidung 1996 während einer Präsentationsfahrt in Braunschweig
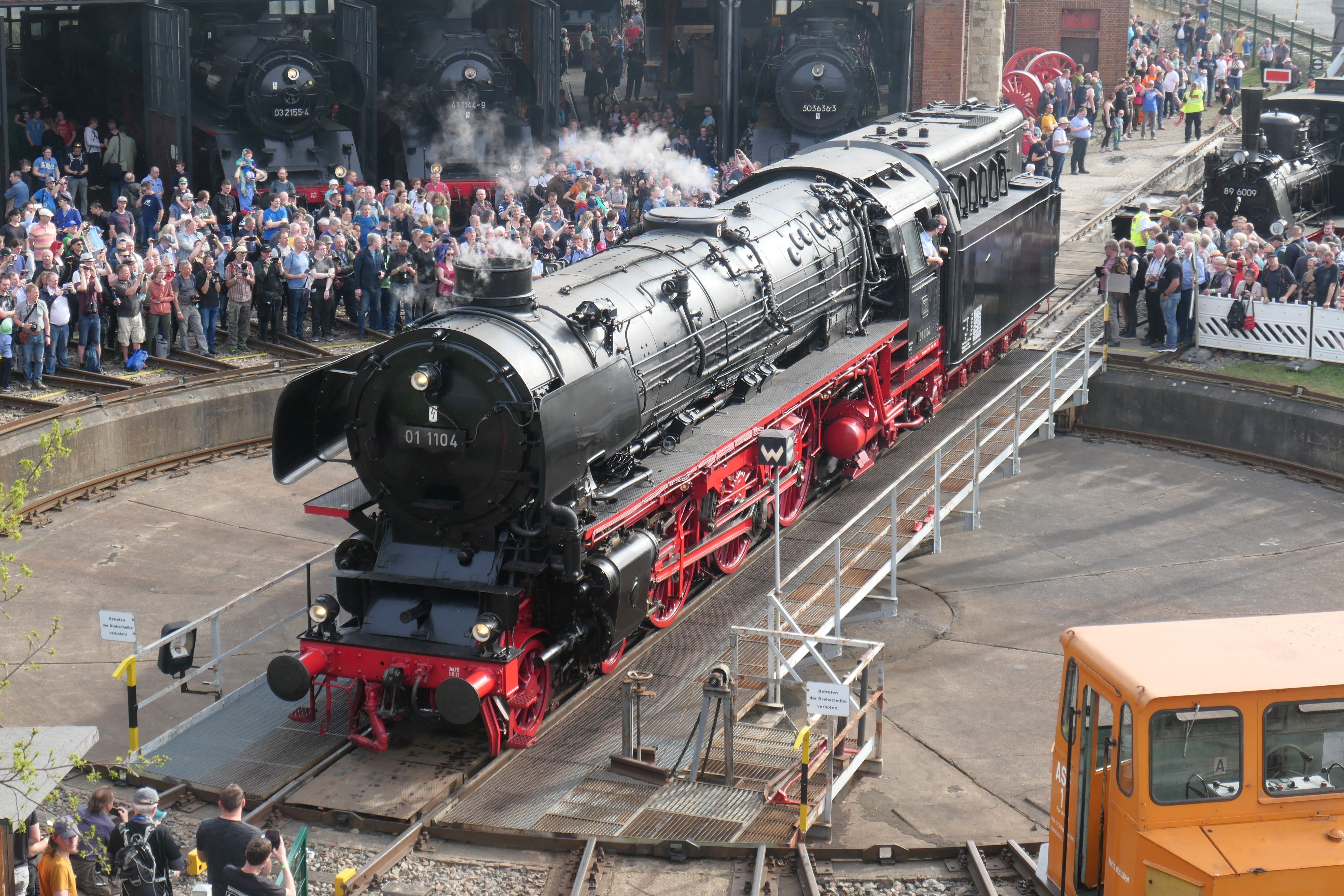
01 1104 beim Dresdner Dampfloktreffen